# Skalleluia Too!
Skalleluia Too! é o quarto álbum de estúdio da banda The Insyderz, lançado a 26 de Outubro de 1999.
Este disco oferece uma maior variedade de influências musicais comparado com o anterior disco Skalleluia!.

## Faixas
1. "Peace of God" - 4:17
2. "When I Look Up" - 3:48
3. "I Could Sing of Your Love Forever" - 4:37
4. "Shout to the Lord" _ 5:18
5. "Who Is This?" _ 5:28
6. "True to You" - 4:35
7. "All That I Am" - 3:50
8. "Old Rugged Cross" - 2:58
9. "In the Secret" - 4:40
10. "Psalm 121 (I Lift My Eyes Up)" - 3:43
11. "Psalm 139" - 4:00
12. "The Steadfast Love" - 4:23
13. "Step by Step" - 2:35
14. "Pour Out My Heart" - 12:55

## Créditos
- Joe Yerke - Vocal
- Chris Colonnier - Trombone
- Corey Gemme - Corneta
- Melissa "Missy" Hasin - Violoncelo
- Beau McCarthy - Baixo
- Bram Roberts - Trompete
- Chris Rush - Trompete
- Nate Sjogren - Percussão, bateria, vocal
- Kyle Wasil - Guitarra
- Doug Webb - Saxofone